# Luciano Benavides
Luciano Benavides (Salta, 15 giugno 1995) è un pilota motociclistico argentino di rally e motocross, vincitore del Campionato mondiale di rally raid nel 2023.

## Carriera
Fratello del pilota Kevin Benavides, ha iniziato a gareggiare nei rally raid al Desafio Ruta 40 in Argentina nell'agosto 2017. Dal 2018 partecipa al Rally Dakar.
Il 2023 è stato un anno di successo per Banvides, che ha vinto la Desafio Ruta 40 in Argentina, aggiudicandosi il Campionato mondiale di rally raid.

## Risultati

### Rally Dakar
| Anno | Classe | Scuderia                                 | Vettura               | Pos. | TV |
| ---- | ------ | ---------------------------------------- | --------------------- | ---- | -- |
| 2018 | Moto   | KTM Factory Team                         | KTM 450 Rally Replica | Rit  | 0  |
| 2019 | Moto   | Red Bull KTM Factory Team                | KTM 450 Rally Replica | 9°   | 0  |
| 2020 | Moto   | Red Bull KTM Factory Team                | KTM 450 Rally Replica | 6°   | 0  |
| 2021 | Moto   | Rockstar Energy Husqvarna Factory Racing | Husqvarna FR450 Rally | Rit  | 0  |
| 2022 | Moto   | Husqvarna Factory Racing                 | Husqvarna FR450 Rally | 13°  | 0  |
| 2023 | Moto   | Husqvarna Factory Racing                 | Husqvarna FR450 Rally | 6°   | 3  |
| 2024 | Moto   | Husqvarna Factory Racing                 | Husqvarna FR450 Rally | 7°   | 0  |
| 2025 | Moto   | Red Bull KTM Factory Racing              | KTM 450 Rally Replica | 4°   | 3  |

### Campionato mondiale di rally raid
| Anno | Scuderia                    | Vettura                     | 1      | 2     | 3     | 4     | 5     | Pos. | Punti |
| ---- | --------------------------- | --------------------------- | ------ | ----- | ----- | ----- | ----- | ---- | ----- |
| 2022 | Husqvarna Factory Racing    | Husqvarna 450 Rally Factory | DAK 10 | ABU 9 | MAR 2 | AND 3 |       | 4°   | 52    |
| 2023 | Husqvarna Factory Racing    | Husqvarna 450 Rally Factory | DAK 6  | ABU 2 | SON 2 | DES 1 | MAR 2 | 1°   | 100   |
| 2025 | Red Bull KTM Factory Racing | KTM 450 Rally               | DAK 4  | ABU 4 | SUD 2 | POR   | MAR   |      | 53    |

## Palmarès
- Campionato mondiale di rally raid: 2023
- Campione argentino Enduro (categoria Seniors): 2015, 2016
- Campione FIM Junior di Rally Cross Country: 2019
- 1 Desafio Ruta 40